# Giovanni Antonio Magini
Giovanni Antonio Magini   (Pàdua, 13 de juny de 1555 - Bolonya, 11 de febrer de 1617) va ser un astrònom i matemàtic italià a començaments del segle xvii, conegut per la seva oposició a les teories copernicanes.

## Vida
La primera dada certa que es coneix de la seva vida és que es va graduar a la Universitat de Bolonya el 10 de juny de 1579.
Probablement va ser professor privat els anys següents pel Vèneto i Bolonya. A partir de 1588 va ser professor de la Universitat de Bolonya, on explicava per cicles triennals la geometria euclidiana, la teoria dels planetes i l'Almagest.
Va estar protegit pel duc de Màntua, Vicenç Gonzaga, i va ser preceptor dels seus fills, Ferran i Francesc. També per encàrrec del duc va construir nombrosos instruments geomètrics i astronòmics i, a més, li feia les prediccions astrològiques, faceta que li va portar alguns problemes amb la Inquisició.
Entre 1600 i 1610 va tenir al seu càrrec el projecte de cartografiar la península italiana, construint 60 mapes regionals que no van ser superats fins a finals de segle i que es van començar a imprimir el 1616, i que no es van acabar de publicar fins al 1620 de forma pòstuma a cura del seu fill Fabio.

## Obra
Tot i que va ser un defensor de les teories astronòmiques geocèntriques, no va tenir problemes en utilitzar els nous sistemes de càlcul de Copernic i de les taules prutèniques de Reinhold basades en aquests càlculs. Va ser conegut en el seu temps tant com astrònom com astròleg i d'aquí la seva insistència en les observacions precises i de llargs períodes, per a les quals va construir instruments molt precisos.

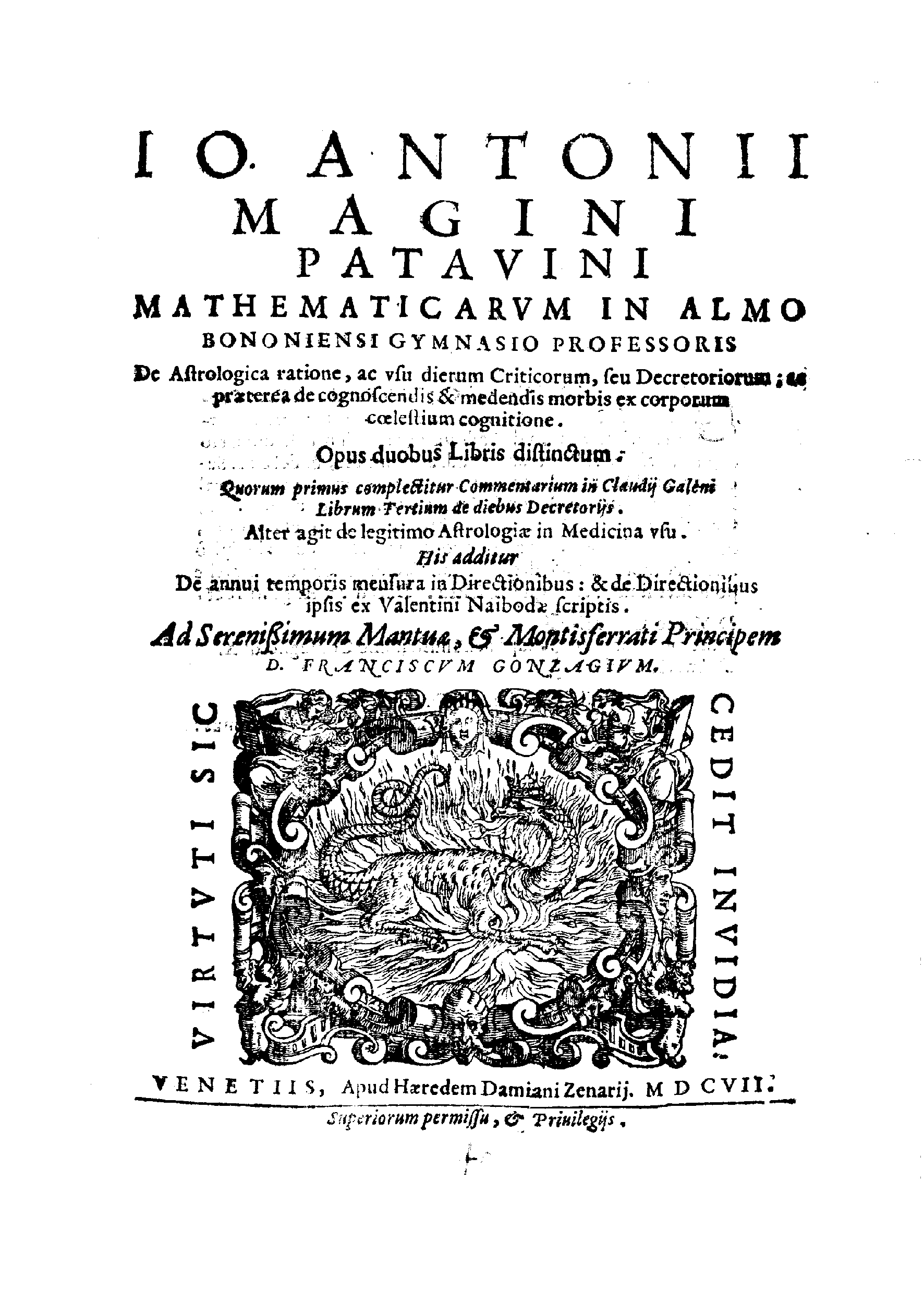
De astrologica ratione, 1607

Les seves obres principals són:
- 1582: Ephemerides coelestium motuum que cobrien des de l'any 1581 fins al 1620.
- 1585: Tabulae secundorum mobilium coelestium, unes taules del moviment dels planetes.
- 1589: Novae coelestium orbium theoricae, intentant enquadrar en un cosmos geocèntric les mesures i observacions de Copernic.
- 1592: De planis triangulis liber unicus, que portava com annex una Tabula tetragonica, un tractat de trigonometria.
- 1596: Geographiae universae tum veteris tum novae absolutissimum opus duobus voluminibus, una edició de la Geografia de Ptolemeu en la que afegeix els planells d'Amèrica i de l'Extrem Orient.
- 1602: Theorica speculi concavi sphaerici,[8] sobre òptica dels miralls còncaus.
- 1604: Tabulae primi mobilis.
- 1607: De astrologica ratione, ac usu dierum criticorum, seu decretoriorum; ac praeterea de cognoscendis et medendis morbis ex corporum coelestium cognitione, una síntesi d'astrologia mèdica.
- 1609: Primum mobile duodecim libris contentum, in quibus habentur trigonometria sphaericorum amb una taula de sinus, cosinus, tangents i secants amb set decimals de precisió.
- 1611: Breve istruttione sopra l'apparenze et mirabili effetti dello specchio concavo sferico,[9] altre cop sobre els miralls còncaus.